# NGC 453
NGC 453 is drie sterren die vanaf de Aarde gezien bij elkaar lijken te staan, een asterisme, in het sterrenbeeld Vissen. Het hemelobject werd op 10 november 1881 ontdekt door de Franse astronoom Édouard Jean-Marie Stephan.